# 杨禄奎事件
杨禄奎事件，或称杨禄奎惨案，是1947年联合国美籍职员史鲁域琪在烟台纵车压死中国人杨禄奎后被判刑两年的事件。

## 经过
1947年5月23日，联合国善后救济总署（简称“联总”）驻烟办事处美籍职员阿力克·史鲁域琪纵车压死中国人力车工人杨禄奎后企图逃逸，被匡亚明勤务员李万槐遇到，他迫使史鲁域琪停车，并强使他送杨禄奎到法国医院抢救。当日夜11时3分杨禄奎死亡。史鲁域琪被烟台市公安局扣押。中共烟台市委请示上级后向“联总”交涉。5月26日，“联总”出资为杨禄奎举行葬礼，5月30日，“联总”驻烟代表李普尔在《烟台日报》公开道歉。6月16日，烟台地方法院临时法庭判处史鲁域琪有期徒刑两年，赔偿255万北海币（折合3400美元）。7月5日，史鲁域琪在《烟台日报》发表悔过信。7月15日，烟台地方法院决定保释史鲁域琪。当时《大众报》、《大众日报》、《烟台日报》等中共媒体报道认为是中国外交史上的胜利，也有香港、美国的媒体做了报道。